# 2015년 선댄스 영화제
제31회 선댄스 영화제는 2015년 1월 22일에 열린 시상식이다.

## 수상 및 후보

### 심사위원대상(미국 드라마)
- 나와 친구, 그리고 죽어가는 소녀 - 알폰소 고메즈-레존 수상

### 심사위원대상(미국 다큐멘터리)
- 더 울프팩 - 크리스탈 모셀 수상

### 심사위원대상(월드시네마 드라마틱)
- 슬로우 웨스트 - 존 맥클린 수상

### 심사위원대상(월드시네마 다큐멘터리)
- 러시안 딱따구리 - 채드 그라시아 수상

### 관객상(미국 드라마)
- 나와 친구, 그리고 죽어가는 소녀 - 알폰소 고메즈-레존 수상

### 관객상(미국 다큐멘터리)
- 메루, 한계를 향한 열정 - 지미 친 외 1명 수상

### 관객상(월드시네마 드라마틱)
- 움리카 - 프라샨트 나이르 수상

### 관객상(베스트 오브 넥스트)
- 제임스 화이트 - 조쉬 몬드 수상

### 감독상(미국 드라마)
- 더 위치 - 로버트 에거스 수상

### 감독상(미국 다큐멘터리)
- 카르텔 랜드 - 매튜 하이네만 수상

### 감독상(월드시네마 드라마)
- 상가일레의 여름 - 앨런테 카바이테 수상

### 감독상(월드시네마 다큐멘터리)
- 드림캐쳐 - 킴 론지노트 수상

### 각본상(미국 드라마)
- 더 스탠포드 프리즌 엑스페리먼트 - 카일 패트릭 알바레즈 수상

### 편집상(월드시네마 다큐멘터리)
- 하우 투 체인지 더 월드 - Jim Scott 수상

### 촬영상(미국 드라마)
- 미니의 19금 일기 - 마리엘 헬러 수상

### 촬영상(미국 다큐멘터리)
- 카르텔 랜드 - 매튜 하이네만 수상

### 심사위원특별상(미국 드라마) Collaborate Vision
- 어드밴테지어스 - 제니퍼 팡 수상

### 심사위원특별상(미국 다큐멘터리)
- (테)에러 - 리릭 R. 카브랄 외 1명 수상
- 웨스턴 - 터너 로스 외 1명 수상

### 심사위원특별상(미국 다큐멘터리)- 소셜 임팩트
- 3 앤 1/2 미닛츠 - 마크 실버 수상

### 심사위원특별상(월드시네마 다큐멘터리)
- 퍼버트 파크 - 라쎄 바크포스 외 1명 수상
- 다퉁(大同) 개발 프로젝트 - 하오주 수상

### 심사위원특별상-연기상
- 더 세컨 마더 - 안나 무이라에르트 수상
- 글래스랜드 - 잭 레이너 수상

### 심사위원특별상-촬영상(월드 시네마)
- 파르티잔 - 거메인 맥믹킹 수상

### 알프레드 P. 슬로안 상
- 더 스탠포드 프리즌 엑스페리먼트 - 카일 패트릭 알바레즈 수상

### 선댄스국제영화상(다큐멘터리)
- 미니의 19금 일기 - 마리엘 헬러
- D-트레인 - 앤드류 모겔 외 1명
- 디 오버나이트 - 패트릭 브라이스
- 더 스탠포드 프리즌 엑스페리먼트 - 카일 패트릭 알바레즈
- 스톡홀름, 펜실베이니아 - 니콜 백위드
- 어드밴테지어스 - 제니퍼 팡
- 도프 - 릭 파미아
- 아이 스마일 백 - 애덤 샐키
- 피플, 플레이시즈, 띵즈 - 제임스 C. 스트로즈
- 언익스펙티드 - 크리스 스완버그
- 더 브론즈 - 브라이언 버클리
- 더 위치 - 로버트 에거스
- 리절트 - 앤드류 부자스키
- 나와 친구, 그리고 죽어가는 소녀 - 알폰소 고메즈-레존
- 송스 마이 브라더스 티치 미 - 클로이 자오
- 지 포 자카리아 - 크레이그 조벨

### 미국 드라마틱 경쟁
- 메루, 한계를 향한 열정 - 지미 친 외 1명
- 비잉 이블 - 다니엘 준지
- 카텔 랜드 - 매튜 하이네만
- 웨스턴 - 터너 로스 외 1명
- 웰컴 투 리스 - 마이클 비치 니콜스 외 1명
- 베스트 오브 에너미즈 - 모건 네빌 외 1명
- 시티 오브 골드 - 로라 가버트
- 핫 걸스 원티드 - 질 바우어 외 1명
- 3 앤 1/2 미닛츠 - 마크 실버
- 콜 미 럭키 - 밥 골드웨이트
- 더 울프팩 - 크리스탈 모셀
- 하우 투 댄스 인 오하이오 - 알렉산드라 시바
- 래리 크라머 인 러브 앤 앵거 - 장 카를로무스토
- 파인더스 키퍼스 - 브라이언 칼베리 외 1명
- 레이싱 익스팅션 - 루이 시호요스
- (테)에러 - 리릭 R. 카브랄 외 1명

### 미국 다큐멘터리 경쟁
- 더 세컨 마더 - 안나 무이라에르트
- 프린세스 - 탈리 샤롬-에저
- 파르티잔 - 아리엘 클레이만
- 코러스 - 프랑수아 들릴
- 상가일레의 여름 - 앨런테 카바이테
- 글래스랜드 - 제라드 배렛
- 아이비 - 톨가 카라셀릭
- 홈시크 - 안네 세비스퀴
- 슬로우 웨스트 - 존 맥클린
- 스트레인저랜드 - 킴 파란트
- 움리카 - 프라샨트 나이르
- 클로로 - 램베르토 산페리스

### 월드시네마 드라마틱 경쟁
- 드림캐쳐 - 킴 론지노트
- 더 비지트 - 마이클 매드슨
- 셈베네! - 삼바 가디고 외 1명
- 다크 홀스 - 루이즈 오스몬드
- 러시안 딱따구리 - 채드 그라시아
- 리슨 투 미 말론 - 스티밴 라일리
- 퍼버트 파크 - 프리다 바크포스 외 1명
- 디 아미나 프로필 - 소피 데라스페
- 하우 투 체인지 더 월드 - 제리 로스웰
- 센서드 보이시즈 - 몰 루시
- 척 노리스 vs 커뮤니즘 - 이린카 칼루가레누
- 다퉁(大同) 개발 프로젝트 - 하오주

### 월드시네마 다큐멘터리 경쟁
- H. - 라니아 아티에
- 내스티 베이비 - 세바스찬 실바
- 더 스트롱기스트 맨 - 케니 리치스
- 크로니즈 - 마이클 라넬
- 엔터테인먼트 - 릭 알버슨
- 밥 앤 더 트리즈 - 디에고 옹가로
- 크리스마스, 어게인 - 찰스 포클
- 탄제린 - 션 베이커
- 테이크 미 투 더 리버 - 매트 소벨
- 제임스 화이트 - 조쉬 몬드

### 단편영화 부문
- 원 이어 리스 - 브라이언 볼스터
- 오브젝트 - 파울리나 스키빈스카
- 미드나잇 쓰리 앤 식스 - 조 캘랜더
- [[{디 엔드} 마르셀라 앤 락]] - 토파즈 아디제스
- 페이스 오브 우크라이나: 캐스팅 옥사나 바이울 - 키티 그린
- 호텔 22 - 엘리자베스 로
- 세레니티 - 잭 던피
- 스타팅 포인트 - 미샬 스즈제스니악
- 어밴던드 굿즈 - 피아 보그 외 1명
- 잇츠 미, 힐러리: 더 맨 후 드류 엘로이즈 - 맷 울프

### 단편 다큐멘터리 부문
- 해변의 깃발 - 사라 세이단
- 팜 로트 - 라이언 길리스
- 투 필름스 어바웃 론리네스 - 윌 비숍-스티븐스 외 1명
- 마이나르스키 데스 플러밋 - 매튜 랜킨
- 심홀 - 니키 린드로트 본 바르
- 투필라크 - 제이콥 마크
- 더 썬 라이크 어 빅 다크 애니멀 - 크리스 펠리스그라우 외 1명
- 더 홀스 라이즈드 바이 스피어스 - 데이빗 오렐리
- 스톰 힛츠 자켓 - 폴 카본

### 단편 애니메이션(애니메이션 스포트라이트)
- 더 로얄 로드 - 제니 올슨
- 스테이션 투 스테이션 - 더그 앳킨
- 더 포비든 룸 - 가이 매딘 외 1명
- 띵스 오브 더 에임레스 원더러 - 키부 루호라호자
- 라이브포레버 - 칼로스 모레노
- 샘 클렘케즈 타임 머신 - 매튜 베이트

### 넥스트
- 더 치킨 - 우나 군야크
- 뮬리그넌스 - 샤카 킹
- 테이크 미 - 앙드레 터핀 외 1명
- 에브리 데이 - 가베 스피처
- 스밀프 - 프란시스 쇼
- 월드 오브 투머로우 - 돈 헤르츠펠트
- 휴 더 헌터 - 재커리 하인저링
- 플라워즈 - 팀 마샬
- 스프링 - 타니아 클라우디아 카스틸로
- 레빗 - 로르 드 클레르몽-토네르
- 더 리틀 디퓨티 - 트레버 앤더슨
- 백 앨리 - 세실 듀크로크
- 핑크 그레이프프룻 - 마이클 모한
- 노르던 그레이트 마운틴 - 아만다 커넬
- 교향곡 42번 - 레카 부시
- 액트리스 - 제레미 허쉬
- 홀 - 마틴 에드랄린
- 파파 마셰티 - 조나단 데이비드 케인
- 어 밀리언 마일즈 어웨이 - 제니퍼 리더
- 러시안 룰렛 - 벤 아스톤
- 수퍼리어 - 에린 바실로포울로스
- 오 루시! - 히라야나기 아츠코
- OM 라이더 - 타케시 무라타
- 메이킹 잇 인 아메리카 - 요리스 데베즈
- 그린랜드 - 오렌 거너
- 마이어너 더 몬스터 - 이안 사무엘스
- 원 이어 리스 - 브라이언 볼스터
- 팝-업 포르노 - 스티븐 던
- 스탑 - 레이날도 마르쿠스 그린
- 볼타 - 스텔라 키리아코포울로스
- 도그 보울 - 고디 호프먼
- 아웃 오브 사이트 - 닉 로우랜드

### 미드나잇
- 트라이브 - 미로슬라브 슬라보슈비츠키
- '71 - 얀 디맨지
- 99 홈스 - 라민 바라니
- 에덴(영어판) - 미아 한센-러브
- 걸후드 - 셀린 시아마
- 화이트 갓 - 코르넬 문드럭초
- 와일드 테일즈 - 데미안 스지프론
- 하늘 높이 - 클로디아 로사
- 6 디자이어스: DH 로렌스 앤 사르디니아 - 마크 코신스

### 스팟라이트
- 디 엔드 오브 더 타워 - 제임스 폰솔트
- 아이 윌 씨 유 인 마이 드림스 - 브렛 헤일리
- 텐 사우즌드 세인츠 - 샤리 스프링어 버먼 외 1명
- 익스피리멘터 - 마이클 알메레이다
- 디깅 포 파이어 - 조 스완버그
- 브루클린 - 존 크로울리
- 슬리핑 위드 아더 피플 - 레슬리 헤드랜드
- 라일라 & 이브 - 찰스 스톤 3세
- 라스트 데이즈 인 더 데저트 - 로드리고 가르시아
- 미시시피 그라인드 - 애너 보든 외 1명
- 미스트리스 아메리카 - 노아 바움백
- 서울 서칭 - 벤슨 리
- 지퍼 - 모라 스티븐즈
- 그랜마 - 폴 웨이츠
- 아이 앰 마이클 - 저스틴 켈리
- 돈 베르덴 - 자레드 헤스
- 어 워크 인 더 우즈 - 켄 콰피스
- 트루 스토리 - 루퍼트 굴드

### 프리미어
- 더 블랙 팬더스: 뱅가드 오브 더 레볼루션 - 스탠리 넬슨
- 커트 코베인: 몽타주 오브 헥 - 브렛 모겐
- 왓 해픈드, 미스 시몬? - 리즈 가버스
- 고잉 클리어: 사이언톨로지 앤 더 프리즌 오브 빌리프 - 알렉스 기브니
- 더 헌팅 그라운드 - 커비 딕
- 프레쉬 드레스드 - 사샤 젠킨스
- 프로펫츠 프레이 - 에이미 버그
- 더 마스크 유 리브 인 - 제니퍼 시에벨 뉴섬
- 티그 - 크리스티나 굴스비 외 1명
- 비버 트릴러지 파트 IV - 브래드 베서
- 인 풋볼 위 트러스트 - 토니 바이누쿠 외 1명
- 드렁크 스톤드 브릴리언트 데드: 더 스토리 오브 더 네셔널 램푼 - 더글러스 티롤라
- 모스트 라이클리 투 석시드 - 그렉 화이트리

### 다큐멘터리 프리미어
- 더 게임즈 메이커 - 후안 파블로 부스카리니
- 오퍼레이션 아크틱 - 그레더 보-바알
- 숀 더 쉽 (가제) - 마크 버튼 외 1명

### 스펙트럼
- 파리 이즈 버닝 - 제니 리빙스턴

### 뉴 프론티어
- 더 나이트메어 - 로드니 에스쳐
- 헬리온즈 - 브루스 맥도널드
- 리버설 - 호세 마누엘 크라비오토
- 콥 카 - 존 왓츠
- 터보 키드 - 아눅 휘셀 외 1명
- 죽을 때까지 - 데이빗 로버트 밋첼
- 노크 노크 - 일라이 로스
- 더 할로우 - 코린 하디

### FEATURE FILMS IN FESTIVAL THEATRE VENUES
- The Way of the Rain - Sibylle Szaggars Redford
- Sundance Institute Short Film Challenge - 필 부첼라토 외 1명
- 애니멀즈. - 필 마타레스 외 1명
- 더 징크스: 더 라이프 앤 데스 오브 로버트 더스트 - 앤드류 재러키
- 미저리 러브즈 코메디 - 케빈 폴락
- 파이어니어스 팔라스 - 보비 파우네스쿠